# Mimosa callithrix
Mimosa callithrix är en ärtväxtart som beskrevs av Gustaf Oskar Andersson Malme. Mimosa callithrix ingår i släktet mimosor, och familjen ärtväxter. Inga underarter finns listade i Catalogue of Life.